# Höllental
Höllental är en dal i Österrike.   Den ligger i förbundslandet Niederösterreich, i den östra delen av landet, 70 km sydväst om huvudstaden Wien.
I omgivningarna runt Höllental växer i huvudsak blandskog. Runt Höllental är det ganska tätbefolkat, med 75 invånare per kvadratkilometer.